# Pioneer 10

Přístroje na palubě sondy.

Pioneer 10 (alternativní názvy Pioneer F) je americká planetární sonda, určená k průzkumu Jupiteru a vnějších oblastí sluneční soustavy. Stala se první sondou ze Země, která se k Jupiteru dostala a splnila svůj úkol. V evidenci COSPAR dostala označení 1972-012A. Sonda má identické dvojče Pioneer 11.

## Popis sondy
Rotací stabilizovaná sonda nese přístroje pro měření magnetických polí, slunečního větru, kosmického záření a mikrometeoroidů a to:
- trojosý héliový magnetometr;
- soubor pěti detektorů pro měření složení a energetického spektra nabitých částic;
- čtyři dalekohledy pro detekci meteoroidů a asteroidů;
- impaktní plynový detektor mikrometeoroidů o hmotnostech převyšujících 1 ng;
- soubor pěti detektorů pro registraci nabitých částic v radiačních pásech Jupiteru a Saturnu;
- soubor sedmi Geigerových detektorů pro detekci kosmického záření;
- soubor tří polovodičových detektorů kosmického záření;
- analyzátor plazmatu pro měření jeho teploty a iontového složení;
- ultrafialový fotometr pro studium chemického složení atmosfér Jupiteru a Saturnu;
- rastrující fotopolarimetr pro pořizování snímků Jupiteru, Saturnu, jejich měsíců a zodiakálního světla ve dvou barvách;
- dvoukanálový infračervený radiometr k měření teplot a chemického složení atmosféry planet a povrchu měsíců.

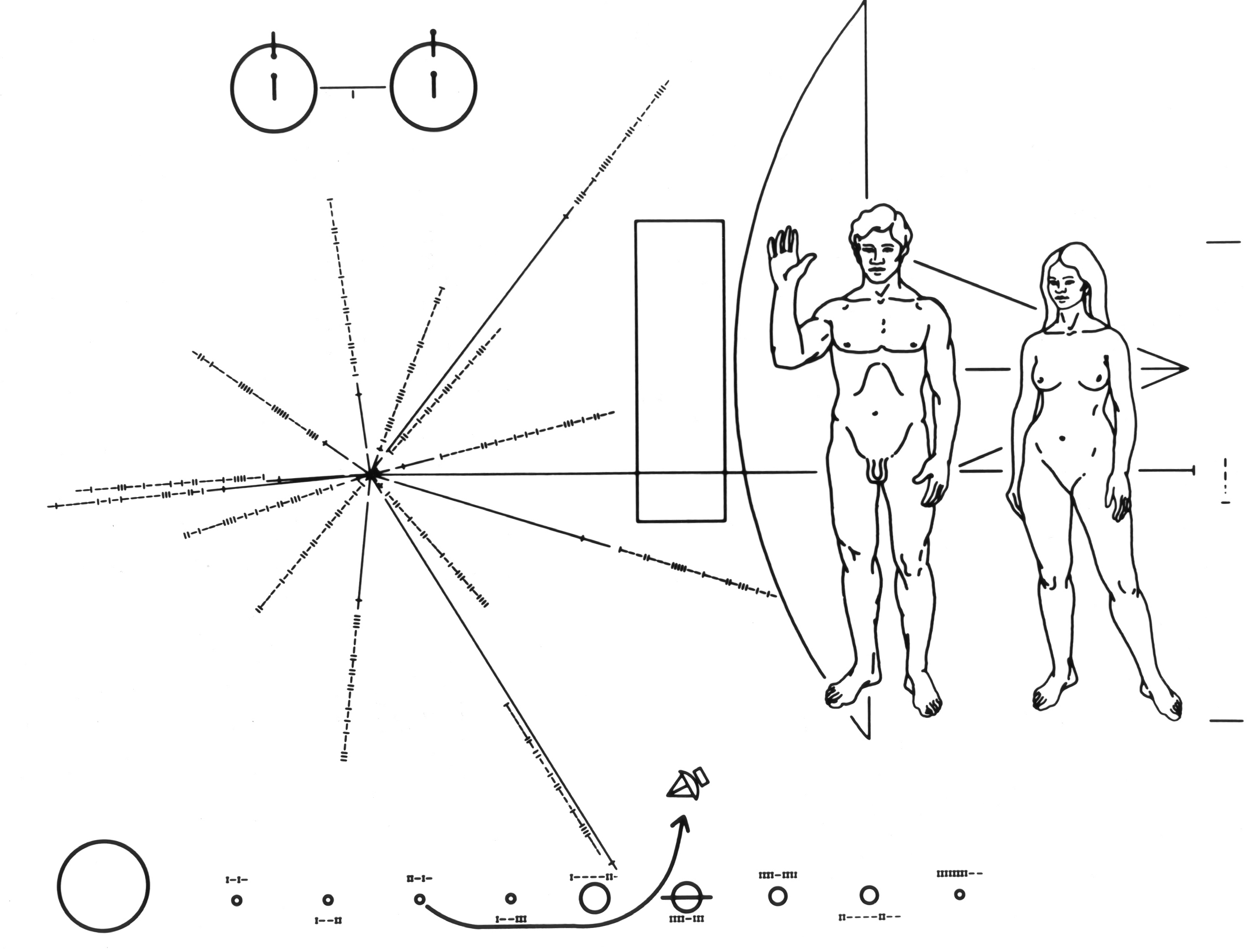
Destička na palubě sondy nese poselství pro případné mimozemské civilizace. Zobrazuje muže a ženu a udává polohu Země v Galaxii vzhledem k několika pulsarům.

Většina přístrojů a elektronického vybavení sondy je umístěna v šesti skříních, tvořících trup sondy tvaru nízkého šestibokého hranolu. Na jeho horní podstavě je umístěna velká parabolická anténa o průměru 2,74 m sloužící ke spojení s pozemními stanicemi. Elektrickou energii dodávají čtyři radioizotopové generátory SNAP-19 s maximálním výkonem 155 W, zavěšené po dvojicích na dvou výklopných ramenech. Pro dolaďování orientace a korekce dráhy je vybavena šesti malými raketovými motorky. Na boku jedné skříně s elektronikou je umístěna plaketa s poselstvím jiným civilizacím, kterou navrhl Carl Sagan.

## Průběh letu
Sonda Pioneer 10 odstartovala 3. března 1972. Díky přídavnému motoru na pevné palivo dosáhla rekordní rychlosti 14,5 km/sec. Už za 12 hodin minula dráhu Měsíce a za 82 dní Marsu. Dne 7. března byla provedena první korekce dráhy navýšením rychlosti o 14 m/sec, o půl roku později následovala korekce druhá o 0,14 m/sec.
Byla to první sonda ze Země, která překonala hlavní pás planetek a zkoumala Jupiter, kam dorazila v prosinci 1973. První výsledky měření byly poněkud zkresleny silnou radiací. Dne 4. prosince 1973 prolétla ve výši 140 000 km nad vrchní vrstvou mraků Jupitera a 14 minut poté došlo k zákrytu s měsícem Io. Na Zemi poslala 300 snímků Jupiteru a také dva z Ganymedu. Poté sonda směřovala do vnějších oblastí urychlena gravitačním polem. Mise byla ukončena v roce 1997, i poté byly do roku 2003 několikrát zachyceny signály sondy.
Velmi slabý signál ze sondy byl naposledy zachycen 23. ledna 2003, když se Pioneer 10 pohyboval ve vzdálenosti 12 miliard kilometrů od Země. Pokusy o kontakt 7. února 2003 už byly neúspěšné. Poslední snahy o spojení se sondou proběhly 4. března 2006, kdy anténa sondy měla směřovat k Zemi. Ze sondy nebyl zachycen žádný signál.
Pioneer 10 směřuje ven ze sluneční soustavy a míří ke hvězdě Aldebaran v souhvězdí Býka rychlostí 2,6 AU za rok. Pokud by měl Aldebaran nulovou relativní rychlost, měla by k němu sonda Pioneer 10 dorazit zhruba za 2 miliony let.